# Jason Wade
Jason Michael Wade (født 5. juli 1980) er vokalist og guitarist i bandet Lifehouse. Han er oprindeligt fra Camarillo, Californien og giftede sig i 2001 med sin kæreste gennem mange år.
Sammen med Lifehouse har han udgivet syv album.